# Château de la Jayère
Le château de la Jayère est à l'origine une maison de plaisance située dans le 9e arrondissement de Lyon, connu pour son dynamisme économique, la richesse de son patrimoine et sa qualité de vie. À flanc de colline, aux portes des Monts d'Or, le château domine la plaine de Saône faisant face à la majestueuse basilique Notre-Dame de Fourvière. 

## Description
Ce château présente une bâtisse de forme rectangulaire répartie sur quatre niveaux, dont la façade principale est orientée au sud. Le premier étage s'ouvre sur une terrasse pourvue de balustrades. La façade nord est ornée de deux oculus au dernier niveau. Le château se distingue aisément par son enduit rouge qui le couvre. La toiture présente quatre pavillons d’angle, chacun recouvert d'ardoises à forte pente.
Dans la partie la plus méridionale du parc, se trouve un pavillon d’angle carré recouvert de tuiles bicolores avec une grande terrasse à balustrade. À l'extrémité se trouve une maison à colombages ornée de lambrequin. Plus haut, séparée de la propriété par un mur, se dresse une tour de guet néo-médiévale ainsi qu'un pont enjambant un petit ruisseau. 
La propriété ne se visite pas.

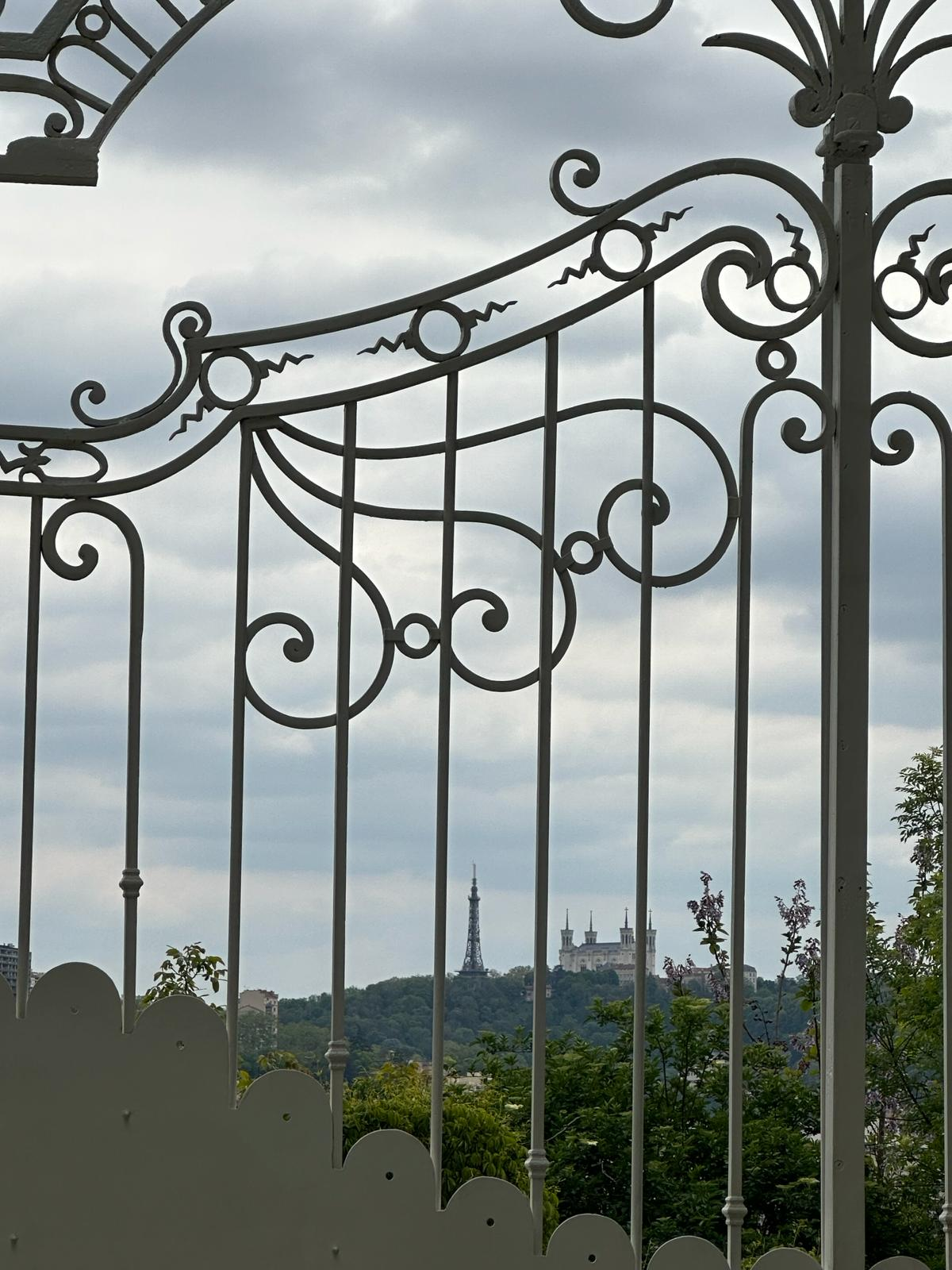
Vue sur Fourvière depuis la propriété
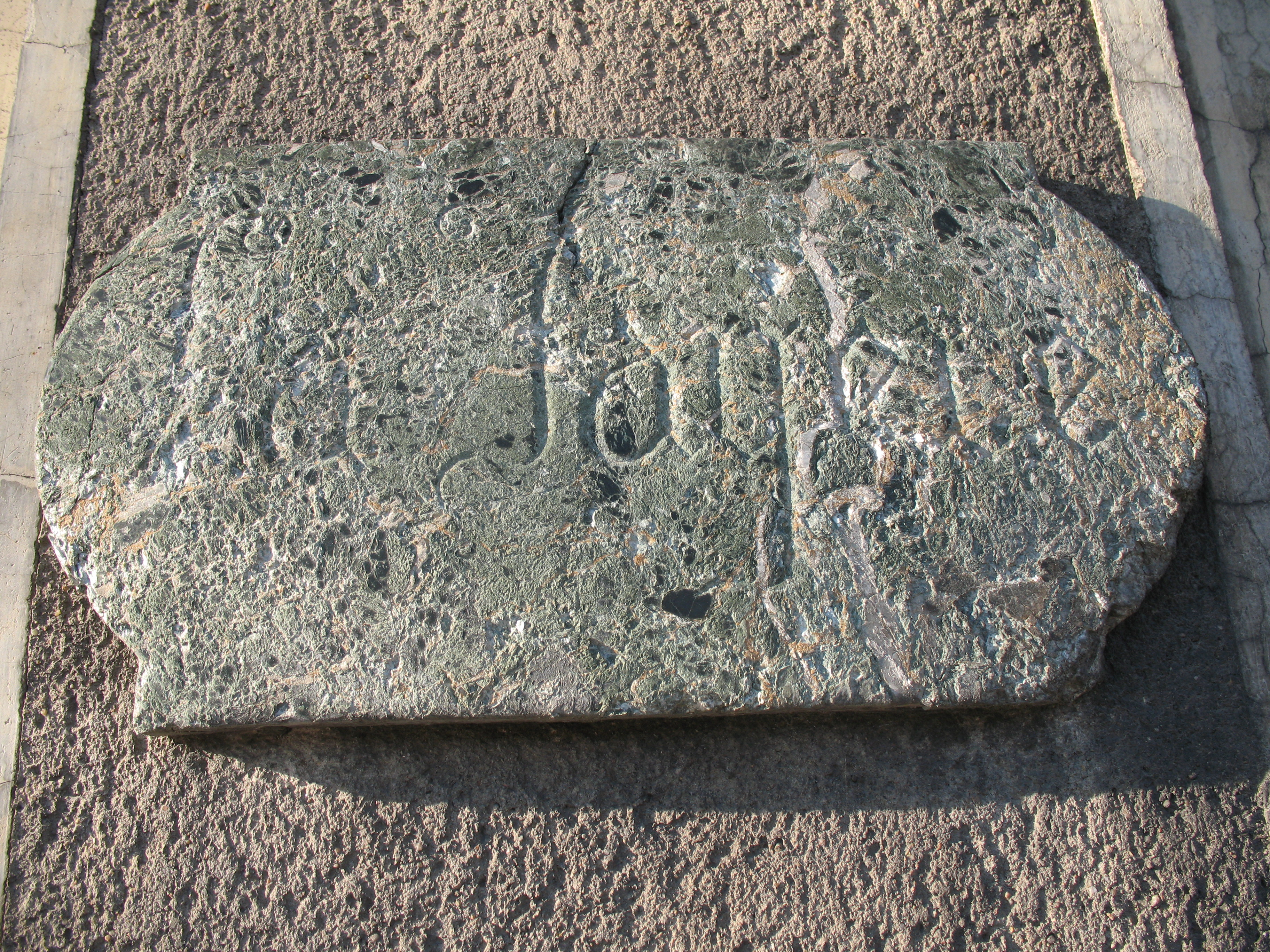
Plaque apposée au portail
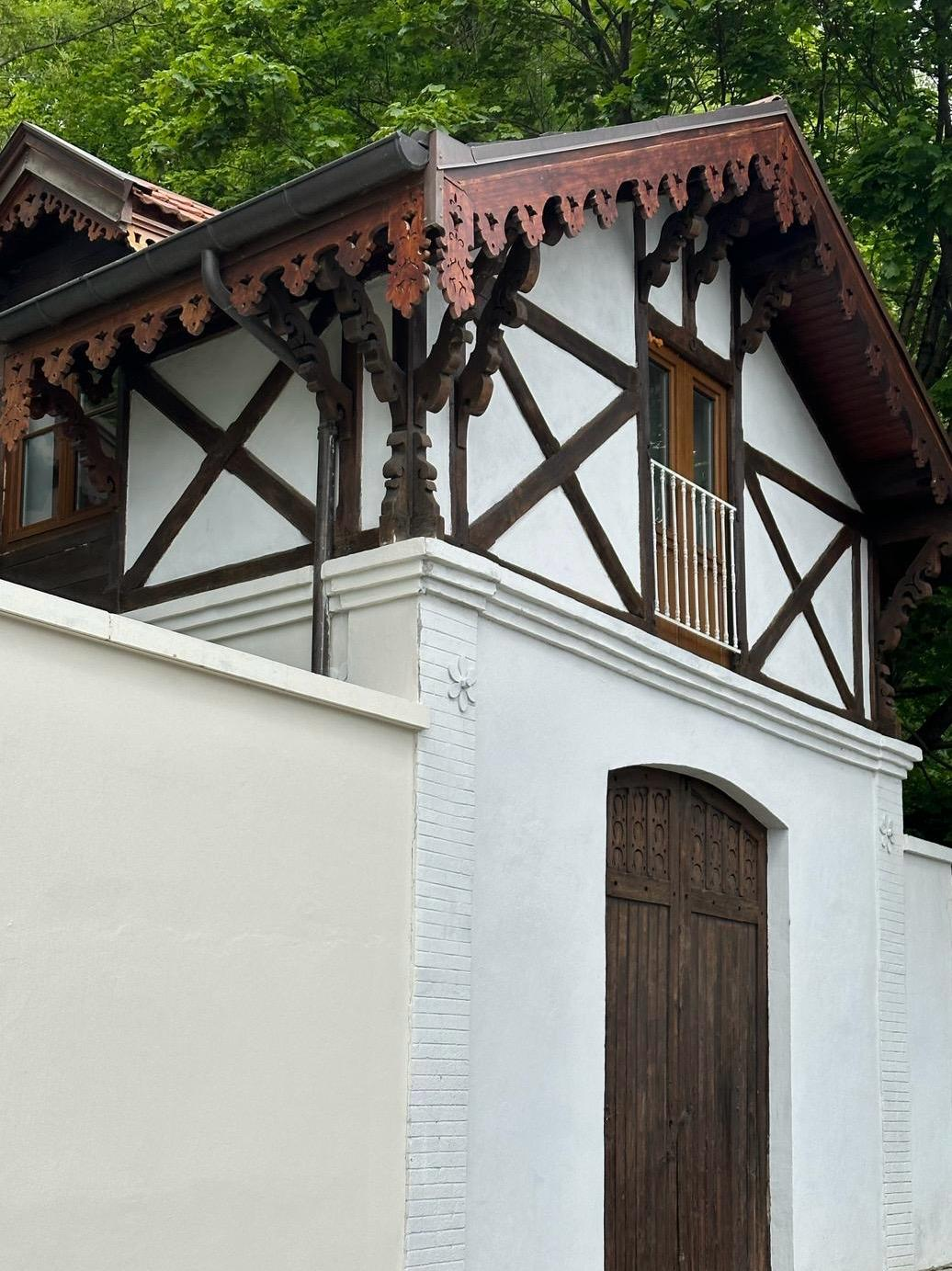
Maison à colombage
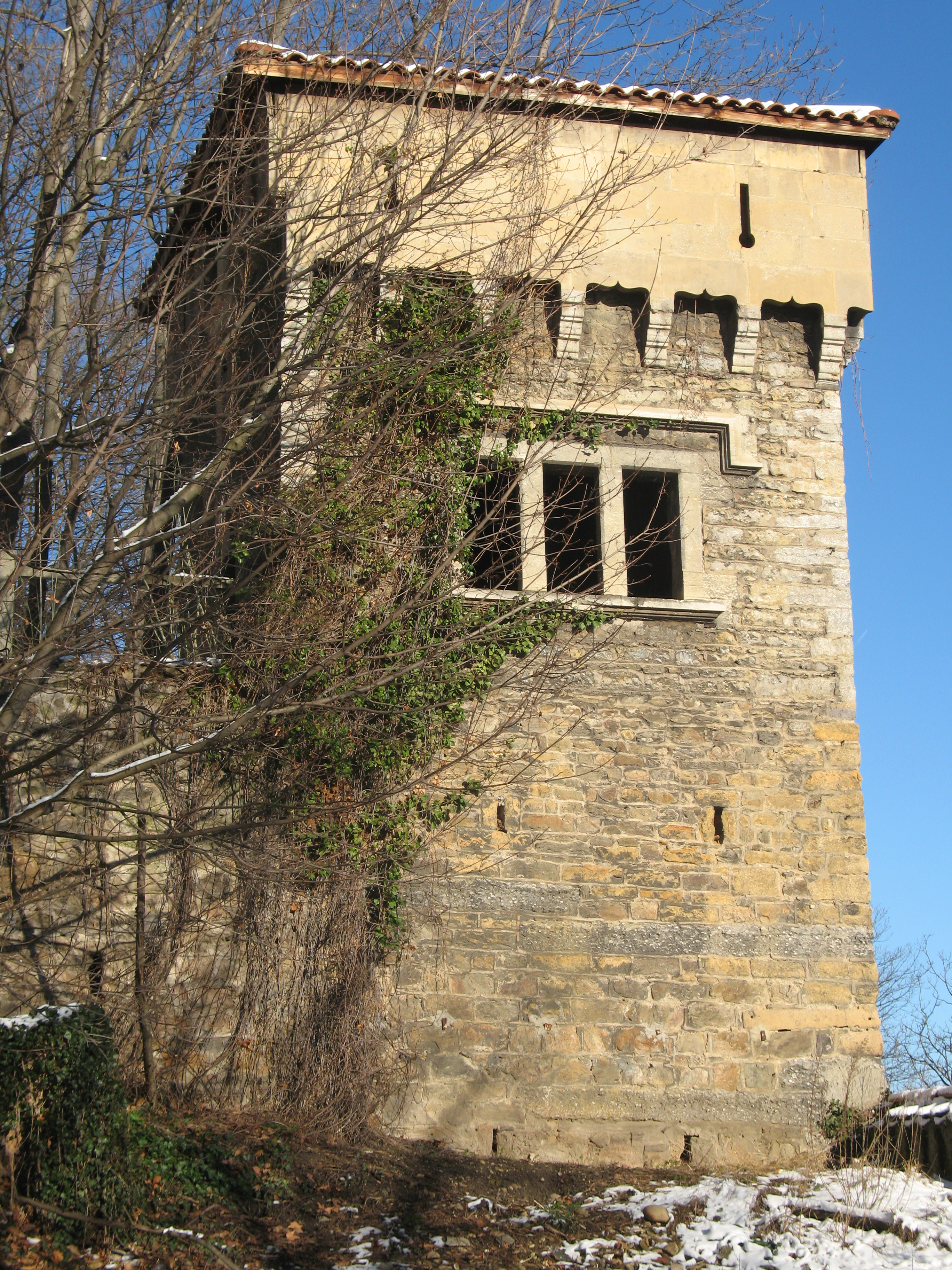
Tour dans le prolongement de la propriété
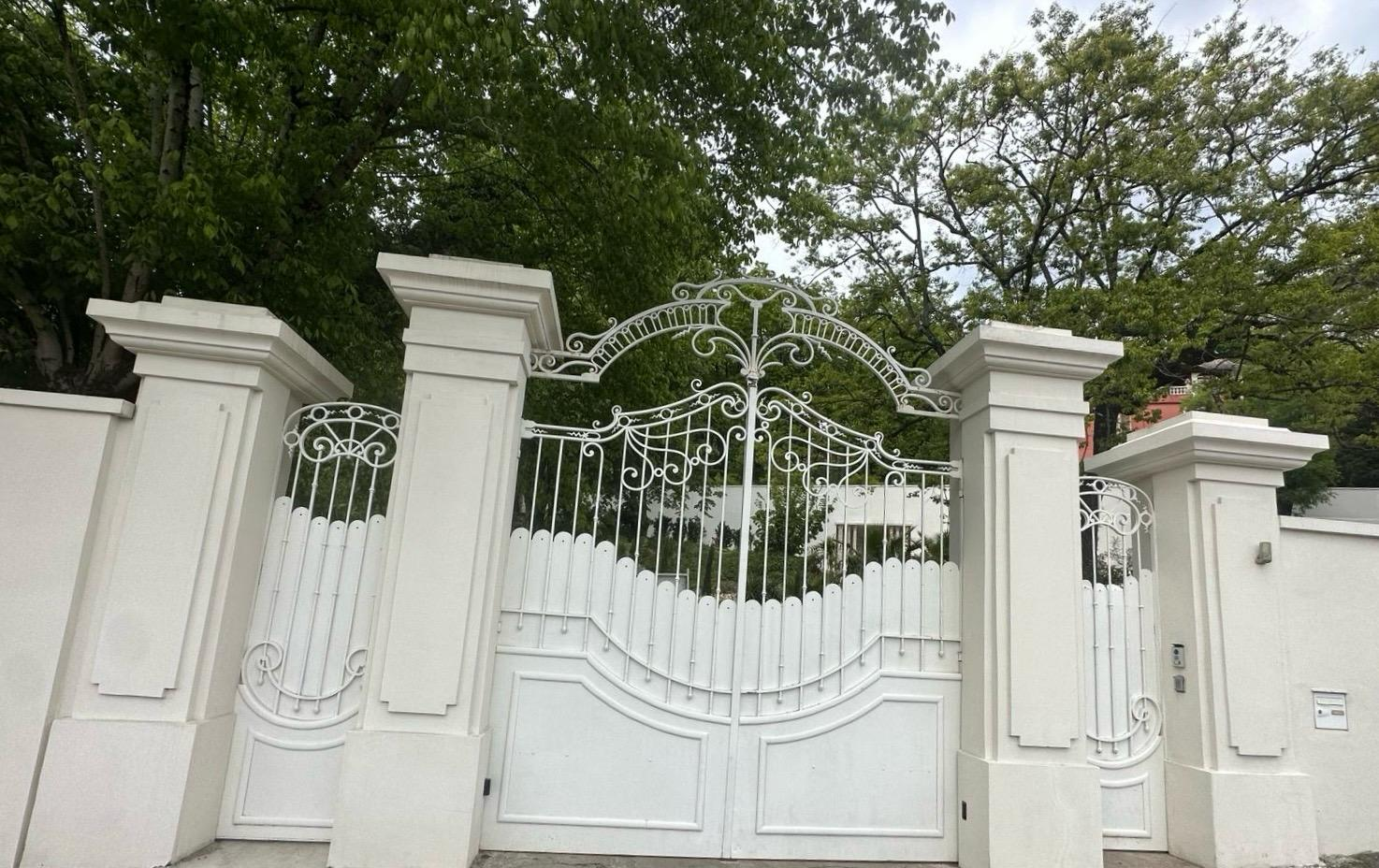
Portail d'entrée majestueux
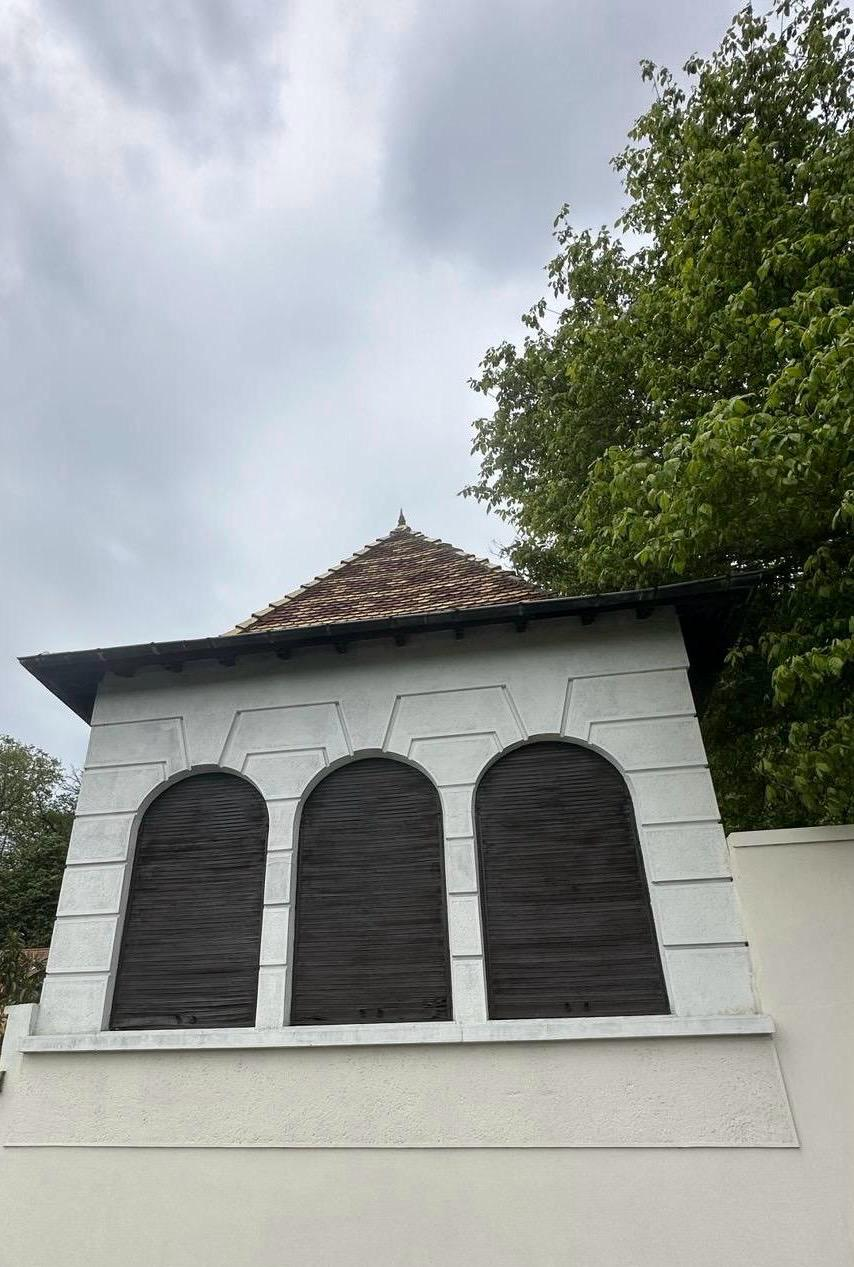
Pavillon d'angle

## Historique
Clémentine de Villas d'Arnal (1810 - 1888), originaire des Cévennes, achète un terrain situé en bordure de l’actuelle montée de Balmont ; elle y fait construire le château pour des amis de la famille, Théodore Brouzet (nom francisé de Bruzetti) et son épouse Émeline Rigotier ; elle avait épousé en 1832 Arthur de Cazenove (1795 - 1841), né à Lausanne, membre du conseil général du Rhône ; devenue veuve, elle se remarie en 1853 avec Jean-Alphonse Gilardin (1805 – 1875), premier président des cours d'appel de Lyon et de Paris; elle meurt dans sa propriété de la Jayère.
Raoul de Cazenove (1833 – 1910), fils d’Arthur et de Clémentine, président de l'Académie des sciences, belles-lettres et arts de Lyon, épouse Lucie Dumas de Marveille, dont il aura six enfants.